# Karpy-Licor (Radsportteam)

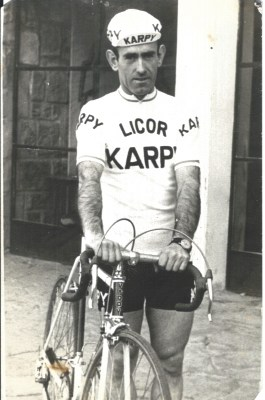
Alfredo Irusta im Teamtrikot

Karpy-Licor oder Karpy war ein spanisches Radsportteam, das von 1967 bis 1972 bestand.

## Geschichte
Das Team wurde 1967 von Julio San Emeterio gegründet. Das Team nahm sechsmal an der Vuelta a España teil und konnte vier Etappensiege bei den Teilnahmen erzielen. Nach der Saison 1972 wurde das Team aufgelöst.
Hauptsponsor war die spanische Destilerías Acha, um ihren gleichnamigen Likör zu bewerben.

## Erfolge
1967
- eine Etappe Vuelta a Levante
- eine Etappe Vuelta a Mallorca

1968
- zwei Etappen Vuelta a España
- eine Etappe Cinturón a Mallorca

1969
- eine Etappe Vuelta a España
- eine Etappe Vuelta a Levante
- eine Etappe und Bergwertung Vuelta a Colombia
- eine Etappe Katalonien-Rundfahrt
- Arrateko Igoera

1970
- eine Etappe Vuelta a España
- Guatemala-Rundfahrt[2]
- zwei Etappen Aragon-Rundfahrt
- eine Etappe Katalonien-Rundfahrt
- eine Etappe Setmana Catalana de Ciclisme
- eine Etappe Vuelta a Levante
- eine Etappe Vuelta al Táchira
- eine Etappe Vuelta a Colombia

1971
- Gesamtwertung und drei Etappen Asturien-Rundfahrt
- Gesamtwertung und zwei Etappen Kantabrien-Rundfahrt
- eine Etappe Vuelta a Levante
- Spanischer Meister–Straßenrennen

1972
- vier Etappen Vuelta a La Rioja
- zwei Etappen Asturien-Rundfahrt
- eine Etappe Vuelta a Colombia
- eine Etappe Baskenland-Rundfahrt
- eine Etappe Katalonien-Rundfahrt
- Arrateko Igoera

## Wichtige Platzierungen
| Grand Tour            | 1967 | 1968 | 1969 | 1970 | 1971 | 1972 |
| --------------------- | ---- | ---- | ---- | ---- | ---- | ---- |
| Vuelta a EspañaVuelta | 11   | 21   | 13   | 10   | 5    | 4    |

## Bekannte Fahrer
- Angelino Soler (1967–1968)
- Fernando Manzaneque (1968)
- Gonzalo Aja (1970–1972)
- Eduardo Castelló (1970–1972)
- José Manuel Fuente (1970)
- Joaquín Galera (1971–1972)